# Кан Хе-Сук
Кан Хе-Сук (5 мая 1895 года, деревня Сонджин, провинция Северный Хамгён, Корея — неизвестно, Джамбул, Казахская ССР) — звеньевая колхоза «Кум-жота» Свердловского района Джамбулской области, Казахская ССР. Герой Социалистического Труда (1950).

## Биография
Родилась в 1895 году в бедной крестьянской семье в деревне Сонджин.
В начале XX века вместе с родителями переехала в Приамурский край Российской империи. Трудилась в швейной мастерской «Красный Амур» в Хабаровске (1918—1923), прачкой в воинской части (1923—1929).
В 1937 году депортирована в Казахскую ССР. Была определена на спецпоселение в ауле Кумжота Джамбулской области, где совместно с другими депортированными корейцами участвовала в создании колхоза «Кумжота» Свердловского района. Первым председателем этого колхоза, ставшим колхозом-миллионером, руководил Герой Социалистического Труда Ян Чун Сик. Трудилась рядовой колхозницей, звеньевой картофелеводческого звена (1938—1953).
В 1949 году звено Кан Хе-Сук собрало в среднем по 502,3 центнера картофеля с каждого гектара на участке площадью 3 гектара. Указом Президиума Верховного Совета СССР от 15 июня 1950 года «за получение высоких урожаев пшеницы, сахарной свёклы и картофеля в 1949 году» удостоена звания Героя Социалистического Труда с вручением ордена Ленина и золотой медали «Серп и Молот» (№ 5078).
Этим же указом званием Героя Социалистического Труда были награждены председатель колхоза «Кум-жота» Свердловского района Ян Чун Сик, звеньевые Кунемай Джайлауова и Чохан Кокеева.
В 1955 году переехала на Сахалин. Проживала и трудилась в посёлке Ильинский Томаринского района. В 1960-е годы проживала в Петропавловске-Камчатском.
С 1968 года — персональный пенсионер союзного значения. Дата смерти не установлена. Похоронена на Почётном квартале городского кладбища Тараза.
Награды
- Герой Социалистического Труда
- Орден Ленина
- Медаль «За доблестный труд в Великой Отечественной войне 1941—1945 гг.»
- Медаль «За трудовую доблесть»